# Гладков, Михаил Иванович (государственный деятель)
Михаил Иванович Гладков (7 января 1907, ст. Арыкбалыкская, Кокчетавский уезд, Акмолинская область, Степное генерал-губернаторство, Российская империя — 7 сентября 1961) — советский хозяйственный, государственный и политический деятель.

## Биография
Родился в 1907 в станице Арыкбалыкская (ныне — Айыртауский район, Северо-Казахстанская область, Казахстан). Член ВКП(б) с 1931 года.
С 1919 года — на хозяйственной, общественной и политической работе. В 1919—1961 гг. — чернорабочий, комсомолец, заведующий орготделом уездного профбюро, инструктор и заведующий культотделом губернского профсовета, заведующий агитпропкабинетом Петропавловского окружкома ВКП(б), в РККА, заместитель заведующего городским отделом народного образования в Ставрополе, ответственный редактор районной газеты, инструктор Ставропольского крайкома ВКП(б), второй секретарь Пятигорского горкома, первый секретарь Черкесского горкома ВКП(б), участник Великой Отечественной войны, заведующий сектором партийно—комсомольских кадров, секретарь Краснодарского горкома ВКП(б) по кадрам, заведующий административным отделом крайкома ВКП(б), первый секретарь Сочинского горкома ВКП(б), председатель Краснодарского областного совета профсоюзов.
Избирался депутатом Верховного Совета РСФСР 3-го, 4-го и 5-го созывов.